# Казахстанская оппозиция
Казахстанская оппозиция (каз. Қазақ оппозициясы) — совокупность различных политических партий, движений и другие объединений граждан, начиная с 1986 года выступавших против Советской власти, а с 1995 года после перехода с парламентской формы правление на президентскую, против авторитарного правление Нурсултана Назарбаева и его преемника Касым-Жомарта Токаева. Сторонники оппозиции выступают за парламентскую форму правления на основе западной модели с свободой слова и с политическим плюрализмом и возврата к конституции 1993 года.

## История

### Декабрьские протесты 1986 года
В декабре 1986 года  Первый секретарь ЦК Компартии Казахстана Динмухамед Кунаев был уволен со своего поста и заменен Геннадием Колбиным, этническим русским, что вызвало недовольство казахской общественности. Беспорядки и столкновения между протестующими и полицией вспыхнули 17 декабря на площади Брежнева (ныне площадь Республики) в Алматы и в конечном итоге распространились на другие районы города. В результате 168–200 человек погибли и более 200 получили ранения, а также проведены массовые задержания.

### Протесты 1996 года
Поводом для акции протеста 30 июня 1996 года в Алматы стал отказ правительства от выделения бюджетных дотаций на электроэнергию и теплоснабжение. Власти, опасаясь негативной реакции тысяч алматинцев, повышали тарифы постепенно и поэтапно. Народ, заполнивший Старую площадь, требовал, чтобы вышли и депутаты парламента. Власти согласились оставить тарифы на электроэнергию и теплоснабжение на прежнем уровне. Однако позже тарифы постепенно росли. Аким города Алматы Шалбай Кулмаханов через некоторое время был снят с должности, вместо него акимом был назначен бывший министр энергетики и природных ресурсов Виктор Храпунов.

### Демократический Выбор Казахстана 2001 года
17 ноября 2001 года несколько известных казахстанских чиновников и бизнесменов объявили о создании партии «Демократический выбор Казахстана» (ДВК), где она изложила свою политику расширения полномочий парламента, прямых выборов в региональные органы власти, проведения избирательной и судебной реформ, а также предоставления большей свободы СМИ. Санкционированный  митинг при поддержке Коммунистической партии Казахстана прошел в Алматы 20 января 2002 года. ДВК призвал к референдуму о необходимости продолжения демократических реформ, усилении роли парламента в контроле над правительством и Генеральной прокуратуры, прямые выборы акимов и развитие местного самоуправления. По оценкам, в демонстрации приняли участие 2000–5000 человек.

### Шаныракские протесты 2006 года
Начиная с мая 2006 года, городские власти Алматы начали снос трущоб, расположенных на окраинах города, в связи с новой программой жилищного строительства для размещения растущего населения города, без оказания помощи жителям в переселении и без надлежащего процесса регистрации. Под снос также подпадали части Шаныракского района. Когда жители города узнали о планах города по выселению, они построили оборонительные баррикады, приготовили коктейли Молотова, собрали палки и камни. 14 июля 2006 года в Шаныраке вспыхнули стычки после того, как ОМОН прибыл для зачистки местности. Обе стороны получили ранения, в том числе одного полицейского подожгли бензином. В попытке взять под контроль этот район было совершено несколько штурмов отрядов, но сопротивлявшиеся местные жители отбивали полицию до тех пор, пока городские власти не сняли осаду, тем самым предотвратив дальнейшее проведение выселений и сноса домов.

### Беспорядки в Жанаозене 2011 года
В мае 2011 года рабочие нефтяного месторождения Озенмунайгаз объявили забастовку, требуя невыплаченных денежных средств за опасные условия, повышения заработной платы и улучшения условий труда. Забастовка была признана местными судами незаконной, и государственная нефтяная компания уволила около 1000 сотрудников. Затем некоторые из уволенных рабочих начали круглосуточную акцию на городской площади в знак протеста, требуя представительства профсоюзов и признания прав рабочих. Забастовка продолжалась несколько месяцев без официального вмешательства. В середине декабря некоторые рабочие на площади начали призывать к созданию независимых политических партий, свободных от влияния правительства. 16 декабря произошли столкновения между протестующими и полицией, пытавшейся выгнать их с площади в рамках подготовки к празднованию Дня независимости. Активисты утверждают, что силовики открыли огонь по безоружным демонстрантам. Власти заявили, что «бандиты» проникли к протестующим и первыми начали беспорядки, подготовив видео в поддержку своей версии событий. По словам правительственных чиновников, одиннадцать человек были убиты, хотя источники в оппозиции сообщают, что число погибших исчисляется десятками.

### Земельные протесты 2016 года
Протесты 2016 года против земельной реформы в Казахстане — это массовые несанкционированные акции протеста, прошедшие в Казахстане против новых поправок в Земельный кодекс, которые начались 24 апреля 2016 года в городе Атырау. Спустя три дня акции прошли в городах Актобе и Семей. В ходе первых трех митингов власти не пытались жестко подавлять протесты, а пытались успокоить протестующих и предложить другие формы диалога. Только 21 мая власти основательно подготовились к подавлению любых акций протеста во всех административных центрах республики.

### Выборы Касым-Жомарта Токаева 2019 году
Протесты вспыхнули в городах Астана и Алматы 9 июня 2019 года. Сама акция была организована запрещенной оппозиционной группой «Демократический выбор Казахстана», которую возглавляет Мухтар Аблязов. В МВД сообщили, что в Астане протестующие применили бросание камней, предметов, которые попались под руку, и применили перцовый баллончик, в результате чего пострадали трое сотрудников полиции. По официальным данным, подразделениями МВД, полиции и Национальной гвардии приняты меры по обеспечению общественной безопасности и правопорядка, площади и улицы очищены от протестующих путем разгона и задержания. По заявлению первого заместителя МВД Марата Кожаева, 9 июня в ходе акций протеста было задержано около 500 человек, среди которых были и журналисты. К 18 июня поступили сообщения о задержании около 4000 человек во всех городах Казахстана.

### Январские протесты 2022 года
Серия массовых акций протеста, начавшаяся в Казахстане 2 января 2022 года после внезапного резкого повышения цен на сжиженный газ после отмены с 1 января введенного правительством ценового предела. Протесты начались мирно в нефтедобывающем городе Жанаозен и быстро распространились на другие города страны, особенно на крупнейший город страны Алматы, где демонстрации переросли в насильственные беспорядки, вызванные растущим недовольством к правительству и повсеместной бедностью. По данным казахстанских официальных лиц, во время продолжавшихся протестов, 238 человек были убиты и более 9900 арестованы.

## Ключевые фигуры
- Мухтар Аблязов
- Заманбек Нуркадилов  †
- Алтынбек Сарсенбайулы  †
- Марат Жыланбаев
- Жасарал Куанышалин  †
- Мухтар Джакишев
- Арон Атабек  †
- Дулат Агадил  †
- Жанболат Мамай
- Серикжан Билаш